# Norberto Costa Alegre
Norberto José d'Alva Costa Alegre (nascut en 1951) és un polític africà, antic primer ministre de São Tomé i Príncipe. Va ocupar el càrrec des del 16 de maig de 1992 fins al 2 de juliol de 1994. És membre del Partit de Convergència Democràtica - Grup de Reflexió (PCD-GR) i està casat amb l'antiga ministra d'afers exteriors Alda Bandeira.